# Prison de Nuuk
Anstalten for domfældte i Nuuk
La prison de Nuuk (en danois : Anstalten for domfældte i Nuuk - litt. « établissement pour condamnés de Nuuk ») est une prison groenlandaise située dans la localité de Nuuk, capitale du Groenland, et dans la commune de Sermersooq.
La prison, construite en 2019, est l'une des six prisons du Groenland et la seule prison fermée du pays.

## Histoire
Depuis les années 1950 et jusqu'à l'ouverture de la prison de Nuuk, le Groenland disposait uniquement de prisons ouvertes, où les détenus sont incarcérés uniquement la nuit après avoir travaillé durant la journée, car le nouveau code pénal groenlandais créé durant durant cette période ne prévoyait pas de prisons fermées. Les prisonniers groenlandais considérés comme présentant un risque trop élevé pour le système ouvert ou nécessitant un niveau élevé de surveillance étaient tous envoyés à la prison de Herstedvester, une prison située au Danemark qui a également la capacité de fournir des soins psychiatriques aux détenus,, et qui avait mis en place une aile spécifique destinée à l'incarcération des détenus issus du Groenland et disposait d'un interprète. 
Mais afin de répondre problèmes liés à l'éloignement des détenus emprisonnés loin de chez eux, un projet de construction d'une nouvelle prison situé à Nuuk est initié en 2013 afin de permettre au Groenland de disposer de sa première prison fermée. La construction du projet retenu, remporté par les cabinets d'architectes danois Friis & Moltke (en) et Schmidt Hammer Lassen (en) qui a devancé cinq autres projets,, est lancée en 2017. Le montant des travaux de construction atteint 400 millions de couronnes, soit environ 59 millions $.  
La prison de Nuuk entre en service en juin 2019 et est alors présentée comme une « institution humaine », bien qu'étant catégorisée comme la première prison « de sécurité maximum » du Groenland,. A son ouverture, la prison peut accueillir jusqu'à 76 détenus, en régime ouvert et fermé, permet aux détenus de cuisiner eux-mêmes, de rester en contact avec leurs familles via des téléphones portables fournis et encourage les activités de plein air,,.
L'ouverture de la prison de Nuuk réduit ainsi la nécessité d'envoyer certains prisonniers au Danemark, les détenus incarcérés dans la prison de Herstedvester à l'ouverture de la prison de Nuuk ont la possibilité d'être transférés vers la nouvelle prison de Nuuk. Cependant, une grande partie d'entre eux ont souhaité purger leur peine au Danemark plutôt qu'à Nuuk, généralement parce qu'ils veulent rester au Danemark après leur libération, parce qu'ils ne se sentent pas plus liés à la capitale groenlandaise qu'au Danemark (il existe des différences culturelles importantes entre les différentes régions du Groenland et certains détenus sont originaires d'endroits très éloignés de Nuuk) ou parce qu'ils veulent avoir accès à des ressources de traitement spécialisées qui ne sont pas disponibles dans l'établissement groenlandais relativement petit,.
Cependant, les premiers mois de fonctionnement de la prison laissent apparaitre quelques problèmes importants liés à un important manque de personnels, plus particulièrement de personnels expérimentés. Ainsi, sur les 49 postes nécessaires pour assurer le bon fonctionnement de l'établissement, seuls 33 sont pourvus et, parmi eux, 21 sont des agents stagiaires encore en formation. Cette situation engendre en outre un stress important parmi le personnel,. Afin de résoudre ces difficultés, le ministère de la justice danois envoie un renfort de 12 agents expérimentés et retraités depuis le Danemark, ces renforts étant cependant mis à disposition uniquement jusqu'à la fin de l'année 2019. Un budget spécifique de 8 millions de couronnes est également proposé afin de permettre de réduire l'écart salarial entre les agents affecté au Groenland et ceux affectés au Danemark. En 2020, la situation semble cependant perdurer, le manque de personnel et son manque d'expérience conduisant également à l'annulation de nombreuses activités.

## Description
La prison, composés de plusieurs bâtiments d'une superficie totale de 8361m2 entourés d'un mur de béton, est construite dans les montagnes situées à la sortie de la ville de Nuuk en remplacement de l'ancienne prison de la ville qui est alors fermée. La prison pouvait accueillir 76 détenus à son ouverture, la plupart des cellules disposant d'une vue sur le fjord de Nuuk et sur les montagnes avoisinantes. Administrée par le service correctionnel du Groenland, qui dépend du ministère de la justice du Danemark, la prison est l'une des six prisons du Groenland employant 32 employés et pouvant accueillir 56 détenus,.
L'établissement dispose de 76 cellules dotées de grandes fenêtres et réparties entre 40 cellules « fermées » et 36 « ouvertes », permettant une plus grande liberté pour les détenus. Les bâtiments sont décorés avec les ornements traditionnels du Groenland. Il dispose également d'espaces de travail, d'espaces éducatifs et sportifs, d'une bibliothèque, d'un centre de santé et d'une chapelle.
Peu de temps après son achèvement, le journaliste britannique Raphael Rowe a visité la nouvelle prison de Nuuk dans le cadre d'un épisode de sa série documentaire Inside the World's Toughest Prisons (en), où il note qu'elle était très différente des autres prisons qu'il avait visitées, avec des installations assez confortables pour les détenus, un niveau de liberté relativement élevé et une forte concentration générale sur la réhabilitation.

## Détenus notables
Paul Watson, militant écologiste canadien et fondateur de l'ONG Sea Shepherd, est incarcéré dans l'établissement à la suite de son arrestation à Nuuk en juillet 2024 lors d'une escale de ravitaillement alors qu'il naviguait pour intercepter un baleinier japonais,. Cette arrestation, consécutive à un mandat d'arrêt international émis par le Japon, est suivie par sa comparution devant les tribunaux groenlandais qui décident de le placer en détention provisoire dans la prison de Nuuk. Sa détention est prolongée à plusieurs reprises dans l'attente d'une décision par les autorités danoises concernant son éventuelle extradition vers le Japon,. Durant cette période, il continue ses messages militants depuis la prison,. Il est libéré le 17 décembre 2024 après 149 jours de détention.

## La prison dans l'art et la culture
- La construction de la prison fait l'objet du film documentaire Udsigten - den hårdeste straf (da) sorti en 2020[25],[26]
- En 2021, la prison de Nuuk est le sujet central du 3e épisode de la 5e saison de la série documentaire britannique Inside the World's Toughest Prisons (en) diffusée sur Netflix sous le titre de Greenland: Prison in the Ice (en français : « Groenland : la prison dans la glace »)[27],[28],[29].